# Ilsa Gold
Ilsa Gold est un groupe autrichien de techno hardcore, actif entre 1993 et 1996.

## Histoire
L'artiste et disquaire Christopher Just et l'organisateur de soirées Peter Votava étaient tous deux actifs sur la scène techno naissante lorsqu'ils se sont rencontrés début 1993. Ils commencent à produire ensemble et quelques mois plus tard, leur premier EP (I) sort sur le label viennois Mainframe. Il contient Up, un des premiers hits du genre rave. Leur deuxième EP (II), sorti peu après (avec les tubes Silke et Elastico), atteint également la première place des charts du magazine Frontpage. Cela leur permet de se produire au Mayday en 1993 et 1994,.
Ce qui frappait dans leur style, c'était une attitude ironique et irrévérencieuse, qui se manifestait par l'opposition entre la dureté rythmique et l'utilisation de samples inhabituels, comme Karel Gott, Peter Cornelius ou le générique du film La Boum,. Cela détermine également leur approche de la presse. Avec des titres comme I'm a raver baby, so why don't you kill me ou avec des jeux de mots comme eggs they see (prononcé ecstasy), ils montraient leur critique de l'abus de drogues et du développement culturel de la scène, pour laquelle leur aversion personnelle s'approfondissait progressivement. Dans un premier temps, ils ne se produisent plus en public, puis se parodient eux-mêmes en tant que Sons of Ilsa. En tant que tel, ils publient en 1995 le single Pulsingers Nacht (I'm a Raver Baby), qui atteint la 35e place des charts néerlandais, et qui est une déclaration contre le DJ viennois Patrick Pulsinger, en qui ils voyaient un profiteur dans le milieu des raves. Le titre fait référence à la pièce de théâtre Weininger's Nacht.
En 1995, Ilsa Gold figure avec d'importants musiciens de la scène techno sur l'album de remixes Hands on Yello.
Le duo se sépare finalement en 1996. Après la séparation, Christopher produit de la dance plutôt ironique sous les pseudonymes de Gerhard, Punk Anderson, Disco Dancer et House Motherfucker, tandis que Peter publie des morceaux expérimentaux de musique électronique sur Mego sous le nom de Pure. C'est là que sort en 2003 le double-album Regretten? Rien!, un résumé de leur travail commun, qui contient également des enregistrements live de concerts radio improvisés, considérés comme légendaires par les fans,.

## Discographie

### Albums studio
- 1995 : Die Zipfelmütze, Der Handwagen Und Die Gummimuschi (sous Sons of Ilsa)
- 2003 : Regretten? Rien! (best of) (Medo)

### Singles et EP
- 1993 : I, Mainframe
- 1993 : II, Mainframe
- 1993 : Up (Dataflow Music)
- 1993 : Up (Remixes) (Mainframe)
- 1993 : Upsolute (Tension Records)
- 1993 : Elastico
- 1993 : Silke, Panik Super Sound Singles
- 1993 : Silke (The Remixes) (Force Inc. Music Works (de))
- 1994 : 3, Mainframe
- 1994 : Winterreise, Mainframe
- 1994 : Gasomtertrax, XXX Records (GT1-4 EP)
- 1994 : Euter of Vienna sur Thunderdome – The X-Mas Edition (Arcade)
- 1995 : Flieger (Remix) (Capitol Noise)
- 1995 : Major Problems, Superstition sur Street Parade Compilation
- 2003 : Silke III, Panik Super Sound Singles (sous Sons of Ilsa)

### Remixes
- Abe Duque – The World of LSD (Ilsa Gold Remix) (Tension Records)
- 1993 : House Pimps – Get the Hook (Remix) (NOW! Records)
- 1994 : Andreas Dorau – Stoned Faces Don't Lie (Ilsa Gold Remix) (Urban)
- 1995 : Andreas Dorau – Sonnenpenis (Sons of Ilsa Remix) (Urban)
- 1994 : Flamman & Abraxas – Drugs
- 1994 : Soup – San Francisco (Ilsa Gold Mix)
- 1994 : Digivalley – Happy (Championsound)
- 1994 : Peter Cornelius – Der Kaffee ist zärtlich, klingt das nicht unheimlich fertig
- 1995 : Technohead – I Wanna Be a Hippy (Dreadlock Holiday) (Mokum Records)
- 1995 : Yello – Live at the Roxy (für Hands on Yello) (Urban)[1]

### Autres
- Pulsingers Nacht (I'm a Raver Baby) (Overdrive) (35e place des charts néerlandais[5])
- Silke II – Süchtig
- 4 Blond Nuns
- Haro Programme sur Legal Compilation Vol.1 (IMR-Records)
- Sonnenpenis
- Jetzt Geht's Los!
- Ei-Kuh E.P. (Hellrazor Records)